# 蘭登嶺
66°50′S 63°54′W / 66.833°S 63.900°W
蘭登嶺（英語：Landen Ridge）是南極洲的山嶺，位於葛拉漢地的弗因海岸，處於科爾半島東端，在1947年12月由英國研究隊繪入地圖，現時由南極條約體系管理。